# 長體舌鰨
長體舌鰨為輻鰭魚綱鰈形目鰨亞目舌鰨科的其中一種，分布於印度西太平洋區，從紅海至菲律賓、印尼淡水、半鹹水、海域，棲息深度10-961公尺，體長可達45公分，棲息在沙泥底質底層水域，以無脊椎動物為食，生活習性不明，可做為食用魚。

## 扩展阅读
維基物種上的相關：長體舌鰨